# Perizoma rivulata
Perizoma rivulata là một loài bướm đêm trong họ Geometridae.